# Iguatu (Paraná)
Iguatu est une municipalité brésilienne située dans l'État du Paraná.